# Josef Simić von Hohenblum
Josef Simić (Simitsch) von Hohenblum, född 29 augusti 1803 i Wien, död 29 september 1872 i Wien, var en adlig (riksriddare, Ritter von Hohenblum) österrikisk grosshandlare, industrialist och uppfinnare.
Fadern var statlig tjänsteman inom skattväsendet. Josef var far till godsägaren och jordbrukspolitikern Alfred Simić von Hohenblum (1840-1925).
Efter studier vid universitetet i Wien 1824-1826 erhöll han grosshandlarprivilegium, som han dock avsade sig 1848. Han innehade en cementkalkfabrik i Kirchberg an der Pielach och en spikfabrik vid Klosterneuburg. 1848 fick han patent på ett kalkgödselmedel, som neutraliserade sur mark.
1835 utvecklade han och patenterade en så kallad snabbkorrespondensbana, en slags underjordiskt rörpostsystem som drevs med tryckluft eller vatten. Systemet kunde befordra brev i en hastighet av en tysk mil (7,5 km) per tio minuter (45 km/h).